# 光陰副本
光陰副本/Turn Of A Page是新加坡歌手林俊杰的单曲，也是其「JJ20 FINAL LAP世界巡回演唱会」中英文双版本主题曲，于2024年12月24日發行。两首歌曲均由林俊杰谱曲、编曲并担任制作人，中文版光陰副本由易家扬填词，英文版Turn Of A Page仍然由林俊杰填词。

## 背景及发行
2024年11月7日，林俊杰通过社交媒体释出预告片，宣布将启动「JJ20 FINAL LAP世界巡回演唱会」，而影片中背景音乐被粉丝推测为新曲旋律，引发粉丝期待。12月20日，林俊杰正式宣布将推出「JJ20 FINAL LAP世界巡迴演唱會」中英文雙版本主題曲光陰副本和Turn Of A Page。12月24日，中英文雙版本音源全面上架数字平台。12月28日至29日，林俊杰「JJ20 FINAL LAP世界巡回演唱会」在新加坡国家体育场举行，现场首唱了该曲。

## 创作
一直以来，林俊杰一直对「时间」这一创作概念深深着迷，从2013年展开的「时线世界巡回演唱会」、2020年发行的单曲〈交换余生〉到本次的〈光阴副本〉，都是围绕“时间”这一核心概念展开。歌曲是林俊傑原本是先以英文方式填写歌词，並且命名為〈Turn Of A Page〉（翻页），後續再找易家揚写中文版的歌词，林俊杰给了他几个关键字，分别是「翻页」、「回忆」、「推动」，然后易家扬写出中文版歌词，名为〈光阴副本〉。值得一提的是，歌词里面提到的「我加上我们」、「我保护我们」、「我怀念我们」、「我很爱我们」，这个代表的是不同时空的林俊杰，他在音乐路上奋斗的每一个样貌。

## 音樂錄影帶
〈光阴副本〉MV由台湾知名音樂錄影帶导演陈奕仁执导，于2024年12月26日首播。MV同样以“时间”这一主题制作，在MV當中林俊傑細心的藏了許多紀念自己作品的小彩蛋，包括穿上當初「時線」演唱會時光守護者的經典服裝，也找來回〈修煉愛情〉MV中的白色鋼琴来做对嘴的画面。〈Turn Of A Page〉MV由必應創造制作，于2024年12月31日首播。以動畫形式加「JJ20世界巡回演唱会」幕后花絮剪辑而成。

## 榜单

### 周榜
| 榜單 (2025)                    | 最高排名 |
| ------------------------------ | -------- |
| 台湾（HITO中文排行榜）         | 10       |
| 台湾（KKBOX華語新歌週榜）      | 6        |
| 香港（KKBOX華語新歌週榜）      | 7        |
| 新加坡（醉心龙虎榜）           | 1        |
| 新加坡（KKBOX華語新歌週榜）    | 4        |
| 新加坡（KKBOX華語單曲週榜）    | 7        |
| 中国大陆（腾讯音乐由你榜）     | 8        |
| 中国大陆（中国新歌榜）         | 1        |
| 中国大陆（全球华人歌曲排行榜） | 1        |
| 中国大陆（中歌榜）             | 6        |
| 中国大陆（Asia Pop 40）        | 2        |

## 人员
- 林俊傑 – 配唱制作、和声编写、和声、录音师、后期母带处理制作人
- 黄冠龙 – 制作协力、吉他、录音师
- 周信廷 – 制作协力
- 蔡凯升 – 制作协力
- Andy Peterson – 低音吉他
- Ash Soan（英语：Ash Soan） – 鼓、录音师
- 庄家欢 – 大提琴
- 国际首席爱乐乐团 – 弦乐
- THE JFJ BLUE ROOM – 录音室
- ALEX.D Studio – 录音室
- Crosstown studio – 录音室
- The Windmill Studio – 录音室
- IdeaNique Studio – 录音室
- 中国剧院录音棚 – 录音室
- Ananth – 录音师
- 洪俊扬 – 录音师
- 陈子健 – 录音师
- 李巍 – 录音师
- mixHaus －混音室
- Richard Furch（英语：Richard Furch） －混音師
- Bernie Grundman Mastering－後期母帶處理錄音室
- Mike Bozzi（英语：Mike Bozzi） －後期母帶處理錄音師

## 发行历史
| 地区 | 日期           | 格式              | 厂牌            |
| ---- | -------------- | ----------------- | --------------- |
| 全球 | 2024年12月24日 | 數位下載 串流媒體 | JFJ Productions |